# Hidenori Arai
Hidenori Arai (新井秀徳) es un editor y diseñador de efectos de sonido japonés responsable que ha hecho los efectos de sonido para varias series de anime, Anteriormente perteneció a Fizz Sound Creation, a menudo está a cargo de la animación de Toei y los trabajos semanales de Shonen Jump.

## Biografía
Hidenori Arai fue el responsable de los efectos de sonido en varias películas de Dr. Slump: Dr. Slump Arale-Chan y: Hola Wonder Island, Dr. Slump: "Hoyoyo!" Space Adventure, Dr. Slump Arale-Chan y: Hoyoyo, Gran Ronda Race- the-World, Dr. Slump Arale-Chan y: Hoyoyo el tesoro del castillo Nanaba! Él es también el hombre responsable de icónicos efectos de sonido de la serie Dragon Ball, que ha trabajado en todos los sonidos de la franquicia de la serie (Dragon Ball, Dragon Ball Z, Dragon Ball GT y Dragon Ball Kai) y varias películas de la franquicia: La Leyenda de Shenlong, La Bella Durmiente en el Castillo del Mal, Aventura Mística, El Camino Hacia el Poder, Bardock: El Padre de Goku, Garlick Junior Inmortal, El Hombre Más Fuerte de Este Mundo, Super Batalla Decisiva por el Planeta Tierra, Estalla el Duelo, El Regreso del Guerrero Legendario, Dragon Ball Z Gaiden: El Plan Para Exterminar a los Saiyan, El Combate Definitivo! Bio-Broly, ¡El Renacer de la Fusión! Goku y Vegeta, El Ataque del Dragón, ¡Hey! Goku y sus Amigos Regresan, Dragon Ball Z: La batalla de los dioses, y Dragon Ball Z: La resurrección de Freezer . Hidenori Arai también trabajó en ATASHIn'CHI, Ceres, Celestial Legend, Cho Kuseninarisou, Etern Family Gun Frontier, Lost Universe, Miracle Girls, One Piece, Princess Resurrection, y Space Family Carlvinson.

## Ausencia en Dragon Ball Super
Su ausencia en la serie Dragon Ball Super se debe a al compromiso que tiene con el anime One Piece, También de Toei Animation, y no quería laborar en dos series al mismo tiempo, o por posibles desacuerdos con Toei ya que se trataba de una serie totalmente nueva, Siendo sustituido por Mutsuhiro Nishimura también de Fizz sound creation, en las series de anime, en los videojuegos de la franquicia sigue plenamente activo.